# Bildtafel der Verkehrszeichen in Slowenien
Dieser Artikel wurde auf der  Qualitätssicherungsseite des Portals Transport und Verkehr eingetragen.
Bitte hilf mit, ihn zu verbessern, und beteilige dich an der Diskussion. (+)
Die Bildtafel der Verkehrszeichen in Slowenien zeigt eine Auswahl wichtiger Verkehrszeichen in Slowenien. Die Verkehrszeichen wurden entsprechend dem Wiener Übereinkommen über Straßenverkehrszeichen gestaltet. Aus Gründen der Verständlichkeit bestehen die Verkehrszeichen überwiegend aus allgemein bekannten Piktogrammen, nur in wenigen Fällen werden Begriffe in slowenischer Sprache verwendet.

## Warnzeichen

Kurve links
Kurve rechts
Doppelkurve (zunächst links)
Doppelkurve (zunächst rechts)
Gefälle (hier 23 %)
Steigung (hier 23 %)
Verengte Fahrbahn
Einseitig (rechts) verengte Fahrbahn
Einseitig (links) verengte Fahrbahn
Bewegliche Brücke
Ufer
Unebene Fahrbahn
Vertiefungen in der Fahrbahn
gewölbte Fahrbahn
Schleuder- oder Rutschgefahr
Splitt, Schotter
Steinschlag von rechts
Steinschlag von links
Fußgängerüberweg
Kinder
Radverkehr
Viehtrieb
Wildwechsel
Baustelle
Ampel
Flughafen
Seitenwind von links
Seitenwind von rechts
Gegenverkehr
Tunnel
Allgemeine Gefahrstelle
Kreuzung oder Einmündung mit Vorfahrt von rechts
Vorfahrt
Vorfahrt – Einmündung von links (im rechten Winkel)
Vorfahrt – Einmündung von rechts (im rechten Winkel)
Vorfahrt – Einmündung von links (im spitzen Winkel)
Vorfahrt – Einmündung von rechts (im spitzen Winkel)
Kreisverkehr
Straßenbahn
Glättegefahr bei Kälte
Staugefahr
unbefestigtes Bankett
erhöhte Brandgefahr
beschrankter Bahnübergang
unbeschrankter Bahnübergang
Andreaskreuz: Bahnübergang
Andreaskreuz: Bahnübergang mehrgleisig
Andreaskreuz: Bahnübergang
Andreaskreuz: Bahnübergang mehrgleisig
erhöhte Unfallgefahr

## Vorrangzeichen

Vorfahrt achten
Stopp
Beginn einer Vorfahrtsstraße
Ende einer Vorfahrtsstraße

## Verbots- und Beschränkungszeichen

Einfahrt verboten
Fahrverbot in beiden Richtungen
Fahrverbot für Kraftfahrzeuge
Fahrverbot für alle Kraftfahrzeuge, ausgenommen Mopeds und Motorräder
Fahrverbot für Motorräder
Fahrverbot für Busse
Fahrverbot für LKW
Fahrverbot für LKW mit einem auf der Tafel gezeigten Gesamtgewicht in Tonnen
Fahrverbot für Kraftfahrzeuge mit Wassergefährdenden Schadstoffen
Fahrverbot für Kraftfahrzeuge mit explosiven oder brennbaren Stoffen
Fahrverbot für Kraftfahrzeuge mit Gefahrgut
Fahrverbot für Kraftfahrzeuge mit Anhänger, ausgenommen Sattelauflieger und leichte Anhänger
Fahrverbot für Kraftfahrzeuge mit Sattelauflieger
Fahrverbot für Kraftfahrzeuge mit Anhänger
Fahrverbot für Traktoren
Fahrverbot für Mopeds
Fahrverbot für Fahrräder
Fahrverbot für Fuhrwerke
Fahrverbot für Handkarren
Verbot für Fußgänger
Fahrverbot für Kraftfahrzeuge und Fuhrwerke
Fahrverbot für Fahrzeuge über angegebener Breite
Fahrverbot für Fahrzeuge über angegebener Höhe
Fahrverbot für Fahrzeuge mit mehr als dem angegebenen Gesamtgewicht
Fahrverbot für Fahrzeuge mit mehr als der angegebenen Achslast
Fahrverbot für Fahrzeuge mit mehr als der angegebenen Länge
Mindestabstand zum vorausfahrenden Fahrzeug 100 m
links abbiegen verboten
rechts abbiegen verboten
Wendeverbot
Überholverbot
Überholverbot für LkW
zulässige Höchstgeschwindigkeit
Hupen verboten
Zoll
Polizei
Maut
Gegenverkehr hat Vorrang
absolutes Halteverbot
eingeschränktes Halteverbot
Halteverbot an ungeraden Tagen
Halteverbot an geraden Tagen
Ende des Überholverbotes
Ende des Überholverbotes für LKW
Ende einer zulässigen Höchstgeschwindigkeit
Ende aller Streckenverbote

## Gebotszeichen

Mindestgeschwindigkeit
Ende der vorgeschriebenen Mindestgeschwindigkeit
Schneekettenpflicht
Fahrradweg
Fußgängerweg
geteilter Fußgänger- und Fahrradweg
gemeinsamer Fußgänger- und Fahrradweg
Reitweg
geradeaus fahren
hier links
hier rechts
links abbiegen
rechts abbiegen
geradeaus fahren oder links abbiegen
geradeaus fahren oder rechts abbiegen
links oder rechts abbiegen
rechts vorbeifahren
links vorbeifahren
Kreisverkehr

## Hinweis- und Servicezeichen

Vorrang vor dem Gegenverkehr
Einbahnstraße
Einbahnstraße
Einbahnstraße
Radüberweg
Fußgängerüberweg
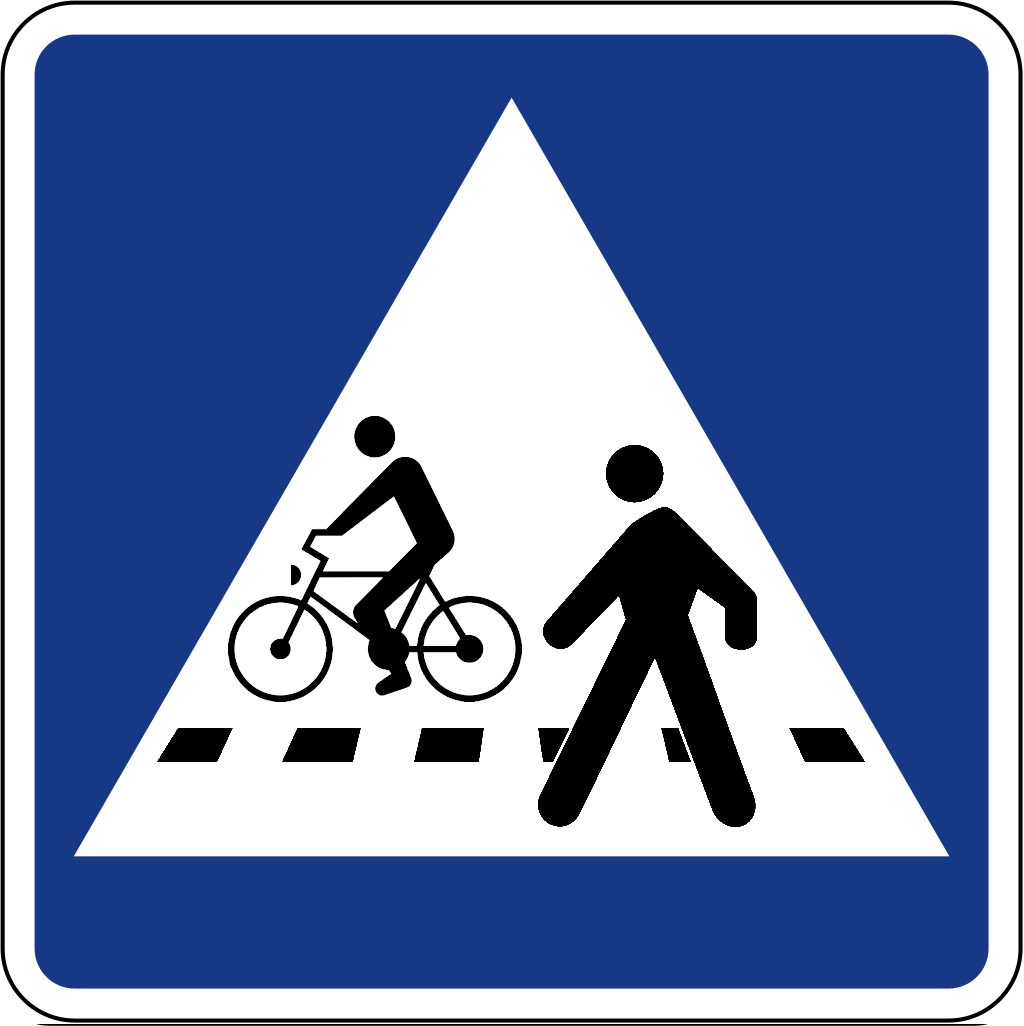
Raduberweg und Fussgangeruberweg
Unter- oder -überführung
Sackgasse
Blockumfahrung
Autobahn
Autobahn Ende
Kraftfahrstraße
Kraftfahrstraße Ende
Beginn einer geschlossenen Ortschaft
Beginn einer offenen Ortschaft
Ende einer geschlossenen Ortschaft
Ende einer offenen Ortschaft
Beginn einer Halteverbotszone
Halteverbotszone Ende
Beginn einer geschwindigkeitsbeschränkten Zone
Ende einer geschwindigkeitsbeschränkten Zone
Fußgängerzone Beginn
Fußgängerzone Ende
verkehrsberuhigte Zone Beginn
verkehrsberuhigte Zone Ende
Parkplatz
Parkhaus
kostenpflichtiger Parkplatz (mit Parkschein)
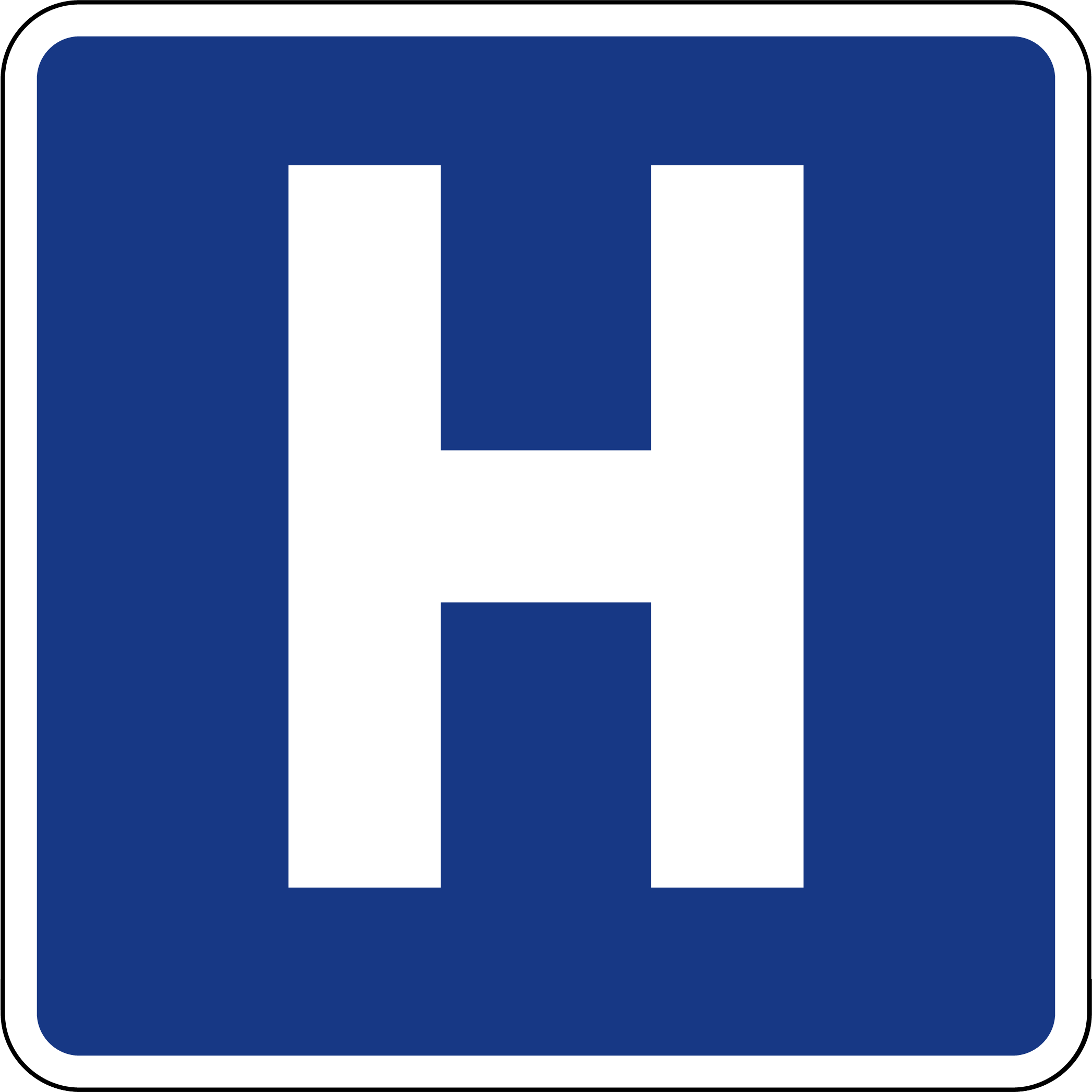
Krankenhaus
Krankenhaus/Arztpraxis
Werkstatt
Telefon
Wohnmobilablassplatz
Tankstelle
Hotel/Motel
Restaurant
Kiosk
Picknickplatz
Zeltplatz
Campingplatz für Wohnwagen
Zelt- und Wohnwagenplatz
Jugendherberge
Toilette
WC
Feuerlöscher
Bushaltestelle
Straßenbahnhaltestelle
Hafengebiet
Hafen
Park und Reisen
Park und Reisen
Fremdenverkehrsbüro oder Auskunftsstelle
Waschanlage
Taxi
Trinkwasser
Straßenzustand
Höhe
Tunnel (mit Längenangabe)
Brücke (mit Längenangabe)
Passstraße: Höhe des Passes
Fluss
Polizei
Richtgeschwindigkeit
Richtgeschwindigkeit Ende
Bussonderfahrstreifen
Bussonderfahrstreifen (Zeitliche Beschränkung)
Bussonderfahrstreifen Ende
Radioinformation
Informationstafel an Grenzübergangsstellen
Fahrstreifentafel
Fahrstreifentafel (Ende)
Wasserschutzzone
Fahrradroute

## Wegweisungs- und Orientierungszeichen

Europastraße
Autobahn
Schnellstraße
Landesstraße
Fahrradroute
Vorwegweiser
Fahrstreifentafel
Vorwegweiser auf Landesstraßen
Wegweiser zur Autobahn
Wegweiser zur Kraftfahrstraße
Wegweiser zur Landesstraße
Wegweiser zu einem innerörtlichen Ziel
Wegweiser zu einem historischen Ziel
Tabellenwegweiser
Ausfahrt (1. Vorankündigung)
Ausfahrtsankündigung (Tabellenwegweiser)
Wegweiser auf der Autobahn
Ausfahrt
Wegweiser auf der Landesstraße
Abfahrtsnummer
Abfahrt als Ankündigung
Autobahnkreuz, bzw. Autobahndreieck
Entfernungstafel
Rasthof in 1000 m
Rasthof in 500 m
Rasthof
Wegweiser „zum Rasthof“
Hinweis auf eine Mautstelle in 1000 m
mehrsprachiger Hinweis auf eine Mautstelle in 500 m
Fahrstreifentafel an Mautstellen
Orientierungstafel an Mautstellen
Zusatzzeichen: „Nur Anwohner“
Zusatzzeichen, KFZ über 3,5 t
Hinweis auf eine Tankstelle in 38 km
undefined
undefined
undefined
undefined
undefined
undefined
parken nur zu hälfte auf dem Gehweg
parallel halb auf dem Gehweg parken
undefined
auf dem Gehweg parken
längs neben dem Gehweg parken
parallel zum Gehweg auf der Straße parken
Behindertenparkplatz
Zusatztafel „Fahrzeuge werden abgeschleppt“
Zusatzzeichen „bei Regen“
Zusatzzeichen „bei Schnee“
abknickende Vorfahrt (1. Beispiel)
abknickende Vorfahrt (2. Beispiel)
Arbeiten an der Fahrbahnmarkierung
Krötenwanderung
Spurrillen auf 3 km
Zusatztafel mit Richtungsangabe
Zusatztafel an Bussen „Schulbus“
Winterdienst
Orientierungstafel an Mautstellen „Barzahler“
Zusatzzeichen „nur LKW und Busse“
Nothaltebucht
Kilometertafel an Landesstraßen (1. Beispiel)
Kilometertafel an Autobahnzubringern
Kilometertafel an Landesstraßen (2. Beispiel)
Kilometertafel an sonstigen Straßen (mit Ortsangabe)
Kilometertafel an Fahrradwegen
Zusatzzeichen "Slowenische Straße"
Leittafel links, schwarz
Leittafel rechts, schwarz
Leittafel links, rot
Leittafel rechts, rot
große Leittafel links, schwarz
Leittafel rechts, schwarz
Einfädeln lassen
Bei schlechter Sicht (unter 50 m) max. 50 km/h
Schülerlotsen
Planskizze einer Umleitung
Fahrbahntafel (1. Beispiel)
Fahrbahntafel (2. Beispiel)
Fahrbahntafel (3. Beispiel)
Fahrbahntafel (4. Beispiel)
Reißverschluss in 300 m (von links)
Reißverschluss in 300 m (von Rechts)
undefined
undefined
undefined
undefined
undefined
undefined
undefined
undefined
undefined
undefined
linke Spur für Fahrzeuge bis max. 2,2 m Breite
Verkehrslotsen
Fahrbahntafel mit Breitenangabe
undefined
Spurfreigabe für bestimmte KFZ, zweispurig
LKW geradeaus fahren
Gefahrguttransporte links abbiegen
Absolutes Halteverbot "Kreuzung"
Warntafel "Schule", rechter Fahrbahnrand
Warntafel "Schule" linker Fahrbahnrand
Notausgang links
Notausgang rechts
Wegweiser zum Notausgang (1. Beispiel)
Wegweiser zum Notausgang (2. Beispiel)
Geschwindigkeitskontrolle
undefined
Zusatztafel "in 600 m"
Zusatztafel >>STOP in 100 m<<
Zusatztafel "auf 600 m"
undefined
undefined
Zusatztafel "von 6 bis 22 Uhr"